# (3698) Manning
(3698) Manning es un asteroide perteneciente al cinturón de asteroides, descubierto el 29 de octubre de 1984 por Edward Bowell desde la Estación Anderson Mesa (condado de Coconino, cerca de Flagstaff, Arizona, Estados Unidos).

## Designación y nombre
Designado provisionalmente como 1984 UA2. Fue nombrado Manning en honor al astrónomo aficionado británico Brian Manning.